# Emiliano Zapata

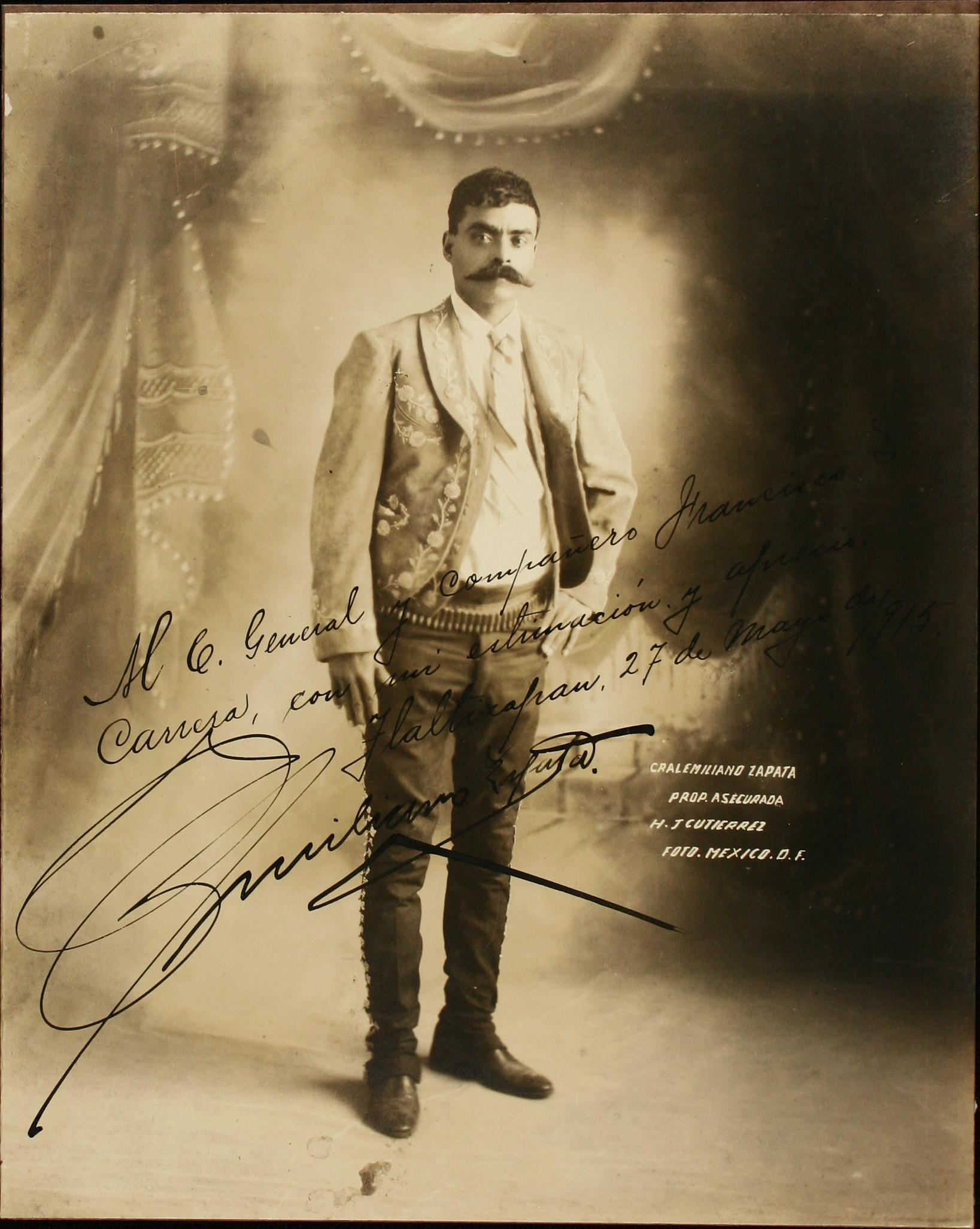
Emiliano Zapata, na fotografii z 1915.

Emiliano Zapata (ur. 8 sierpnia 1879 w Anenecuilco, zm. 10 kwietnia 1919 w Morelos) – meksykański rewolucjonista. Przywódca chłopskiej partyzantki w czasie rewolucji meksykańskiej (1911–1917).

## Młodość
Zapata był synem metyskiego chłopa, z mieszanej hiszpańsko-nahuańskiej rodziny, który zajmował się handlem końmi. W wieku 17 lat został osierocony i musiał się zająć młodszymi braćmi i siostrami. W 1897 r. został aresztowany za udział w proteście przeciwko posiadaczowi lokalnej hacjendy, który przywłaszczył sobie ziemię należącą do drobnych rolników. Po amnestii i wyjściu na wolność, Zapata prowadził agitację wśród chłopów. Na przeszkodzie tej działalności stanęło jednak powołanie do wojska, gdzie musiał odsłużyć sześć miesięcy. W zwolnieniu z armii pomocny okazał się właściciel ziemski, który potrzebował wtedy specjalisty od ujeżdżania koni. W 1909 r. Zapata został wybrany na przewodniczącego „rady obronnej” swojej wsi, która miała na celu reprezentację chłopów w ich sporze o ziemię z hacendados. Po bezskutecznych negocjacjach z posiadaczami ziemskimi, Zapata i jego towarzysze siłą zajęli część posiadłości obszarników (na które składały się głównie ziemie zagrabione wcześniej chłopom) i rozdzielili je pomiędzy siebie.

## Rewolucja
W 1910 r., w Meksyku miały miejsce wybory prezydenckie, w których „wygrał” (najprawdopodobniej na skutek ich sfałszowania) rządzący dyktator Porfirio Diaz. Jego kontrkandydat – Francisco Madero, zagrożony aresztowaniem musiał uciekać do Stanów Zjednoczonych. Tam ogłosił się prawowitą głową państwa, a następnie przy pomocy popierającej go chłopskiej partyzantki z powrotem wkroczył do Meksyku. Zapata i jego zwolennicy zdecydowali się na poparcie Madero. W marcu 1911 r. Zapata z niewielkimi siłami zajął miasto Cuautla i odciął w ten sposób drogę prowadzącą do stolicy – miasta Meksyk. Tydzień później Diaz ustąpił z urzędu i ratował się ucieczką do Europy. W tym czasie Zapata w sile 5 tys. ludzi wkroczył do stolicy stanu Morelos w Cuernavaca.
M.in. dzięki działaniom Zapaty, Madero mógł wkroczyć do miasta Meksyk w glorii zwycięzcy. Zapata spotkał się z Maderą i namawiał go, aby ten wywarł presję na wielkich posiadaczy ziemskich, aby ci zwrócili ziemię lokalnym wspólnotom ziemskim – tzw. ejidos Madero zbył milczeniem te prośby, ze swojej strony zażądał od Zapaty rozbrojenia jego zwolenników. Zaoferował mu nawet rekompensatę finansową, dzięki której mógłby on kupić ziemię dla siebie, ale Zapata odmówił. W tym czasie chłopscy powstańcy zaczęli już pozbywać się broni, jednak wysłanie przeciwko nim oddziałów federalnych, na nowo zmobilizowało ich do walki.
W listopadzie 1911 r. Madero został ogłoszony oficjalnie prezydentem. Zapata ponownie spotkał się z nim, ale znowu nic nie osiągnął. W reakcji na to spotkanie Zapata ogłosił tzw. Plan de Ayala, który stał się jego manifestem politycznym. W dokumencie tym uznano, iż ekipa prezydenta Madero sprzeniewierzyła się celom rewolucji. Ponadto jego sygnatariusze zadeklarowali wszczęcie z powrotem walki zbrojnej oraz obiecali powołanie tymczasowego prezydenta, do czasu kiedy będą mogły być przeprowadzone nowe wybory. Rebelianci domagali się przede wszystkim zwrotu zagrabionej ziemi i trzeciej części powierzchni wielkich gospodarstw, w zamian za odszkodowanie.

## Działalność partyzancka

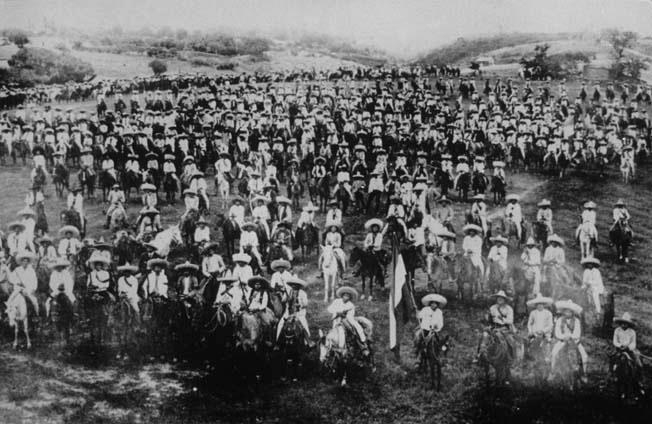
Wojsko Zapaty podczas marszu w Morelos.

W czasie działań partyzanckich, Zapata rozdzielał pomiędzy chłopów posiadłości obszarników, często przy tym palił zdobyte hacjendy, bez żadnych odszkodowań. Członkowie jego oddziałów wykonywali egzekucje na tych wszystkich, którzy sprzeciwiali się żądaniom Zapaty. Zapatyści przyjęli prostą taktykę unikania otwartej walki i prowadzili wojnę podjazdową. Nierzadko można było ich spotkać z karabinem gotowym do użycia podczas uprawiania roli, po skończonej walce często wracali do swoich gospodarstw i codziennych zajęć. Zapata płacił swoim ludziom poprzez podatki nakładane na lokalne miasta oraz z grabieży dokonanych w bogatych majątkach. Jego uzbrojenie zostało w większości zdobyte w walkach z oddziałami federalnymi. 
Kiedy gen. Victoriano Huerta obalił Francisco Madero, a następnie nakazał jego zamordowanie w lutym 1913 r., Zapata i jego ludzie przybyli na przedmieścia Meksyku, ale nie zgodzili się przyłączyć do oddziałów Huerty. Z tego też powodu Huerta nie mógł rzucić wszystkich swoich sił do walki z powstańcami na północy (dowodzonymi przez Venustiano Carranzę i Pancho Villę). Carranza i Villa zdołali zgromadzić dość dużą liczbę ludzi pod swymi rozkazami a następnie zmusili dyktatora do opuszczenia kraju w lipcu 1914 r.
Zapata wiedział, że stronnicy Carranzy (nazywani konstytucjonalistami) obawiają się go. Zapatyści w tym czasie urośli w siłę, i to nie tylko militarnie, ale także udało im się przyciągnąć do swojego obozu ludzi spoza swego środowiska. Na przykład Antonio Díaz Soto y Gama, który stał się teoretykiem zapatystów i odpowiadał za ich oblicze programowe, a następnie założył partię ludową. Zapata po dojściu do władzy konstytucjonalistów, starał się ich przekonać do zaakceptowania Planu de Ayala i ostrzegł ich, że w razie odmowy będzie kontynuował swoją walkę aż do momentu spełnienia jego żądań.
W październiku 1914 r. Carranza zwołał zgromadzenie wszystkich sił rewolucyjnych. Pancho Villa, który dowodził partyzantką na północy nie zgodził się przybyć do stolicy, ponieważ uznał ją za terytorium wroga. Z tego też powodu zdecydowano spotkać się w Aguascalientes, gdzie przybyli zarówno zwolennicy Villi jak i Zapaty. Ustalono tam m.in., iż tymczasowym prezydentem zostanie gen. Eulalio Gutiérrez. Z decyzją tą nie pogodził się z kolei Carranza, który ze swoimi zwolennikami przeniósł się do Veracruz i ustanowił tam własny rząd.

## Przeciwko Carranzy

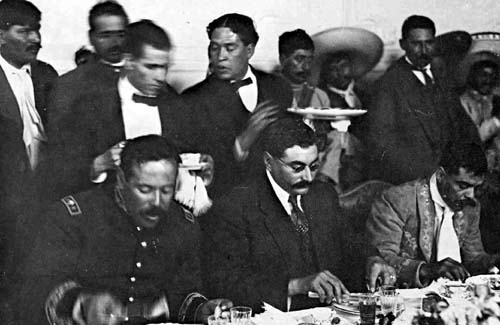
Villa, Gutiérrez i Zapata (po prawej) w Pałacu Narodowym po zdobyciu stolicy Meksyku.

W Meksyku znowu wybuchły walki, tym razem pomiędzy stronnictwem umiarkowanym (Carranza) a radykalnym (Villa i Zapata). 24 listopada Zapata nakazał swoim oddziałom (nazywanym teraz „Wyzwoleńczą Armią Południową”, która liczyła 25 tys. ludzi), aby wkroczyły do Meksyku. Mieszkańcy stolicy z zadziwieniem przyglądali się chłopom z prowincji, którzy chodzili od domu do domu i prosili o wodę i coś do jedzenia. Było to niezwykłe, ponieważ wszyscy spodziewali się gwałtów i napaści. Dwa tygodnie później Zapata i Villa spotkali się na przedmieściach i przyrzekli sobie nawzajem wspólną walkę o realizację postulatów Planu de Ayala i o ustanowienie cywilnego a nie wojskowego prezydenta.
Zapata doprowadził do stworzenia komisji rolnych, które zajęły się rozdzielaniem ziemi. Poświęcał im wiele czasu i zabiegał o to, aby ich członkowie nie byli skorumpowani. Za jego sprawą doszło też do ustanowienia Ziemskiego Banku Kredytowego, pierwszej instytucji tego rodzaju. Zapata czynił też starania o zreformowanie przemysłu cukrowniczego i o przekształcenie go w spółdzielnie. W tym czasie Zapatyści ponieśli porażkę w próbach przekonania Stanów Zjednoczonych do poparcia ich jako legalnej władzy. Prezydent USA – Woodrow Wilson uznał rząd Carranzy za prawowity i z nim utrzymywał stosunki. Oprócz tego rozpadł się rząd z tymczasowym prezydentem – Gutierrezem, popieranym przez Zapatę.
W międzyczasie toczyła się zaciekła wojna domowa. Carranza odniósł kilka strategicznych zwycięstw i zajął ważne miasto Puebla. Było to możliwe dzięki opowiedzeniu się po jego stronie zawodowych wojskowych, którym nie podobała się radykalność Zapatystów. W 1917 r. Villa został już praktycznie pokonany, a Zapata był odizolowany. Pewny siebie Carranza zwołał zgromadzenie konstytucyjne, na które nie zaprosił z oczywistych względów Zapaty. Przybyli tam delegaci uchwalili nową konstytucję i wybrali Carranzę na prezydenta. Od tego momentu rozpoczęło się prawdziwe „polowanie” na Zapatę. W jego ujęciu nie pomagały ani wysokie nagrody, próby przekupienia jego towarzyszy, a także niszczycielskie rajdy (w czasie których mordowano chłopów i niszczono ich domostwa) wojsk federalnych na bazy Zapatystów w stanie Morelos.

## Spisek i śmierć

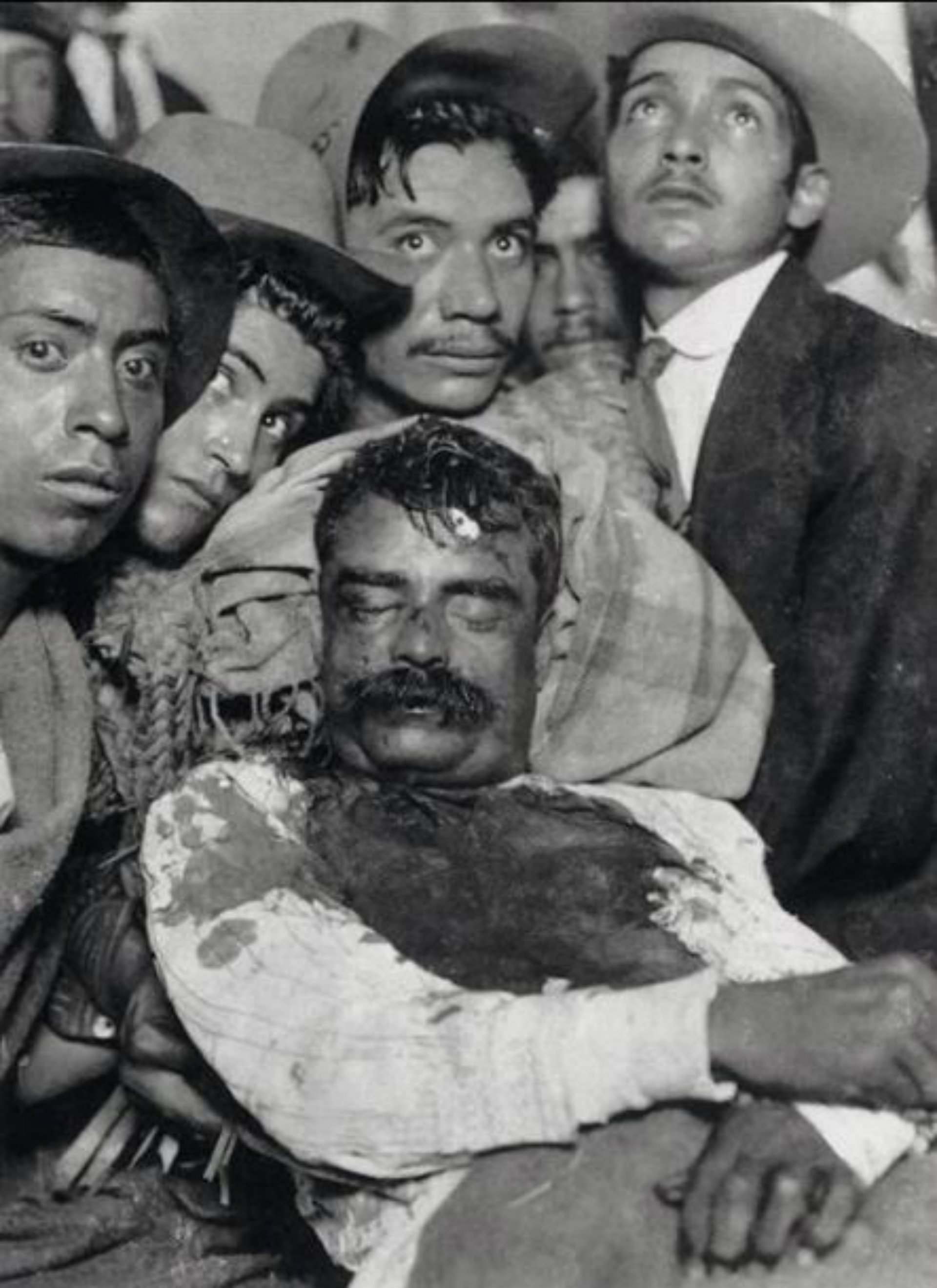
Zamordowany Zapata ze swoimi oprawcami

Niedługo potem gen. Pablo González, który dowodził rządową operacją przeciwko Zapacie, uknuł przeciwko niemu spisek. Polegał on na tym, że por. Jesús Guajardo udał się do Zapaty, w celu odbycia tajnego spotkania na hacjendzie Chinameca w Morelos. Guajardo zdobył przychylność Zapaty w ten sposób, że wcześniej w porozumieniu z Gonzálezem upozorował atak swoich ludzi na oddział rządowy, w którym zginęło 57 ludzi. Zapata wpadł w zasadzkę w umówionym wcześniej miejscu i został zastrzelony przez ludzi Gonzáleza. Jego ciało zostało zabrane do Cuautli i tam też Zapata został pochowany. 

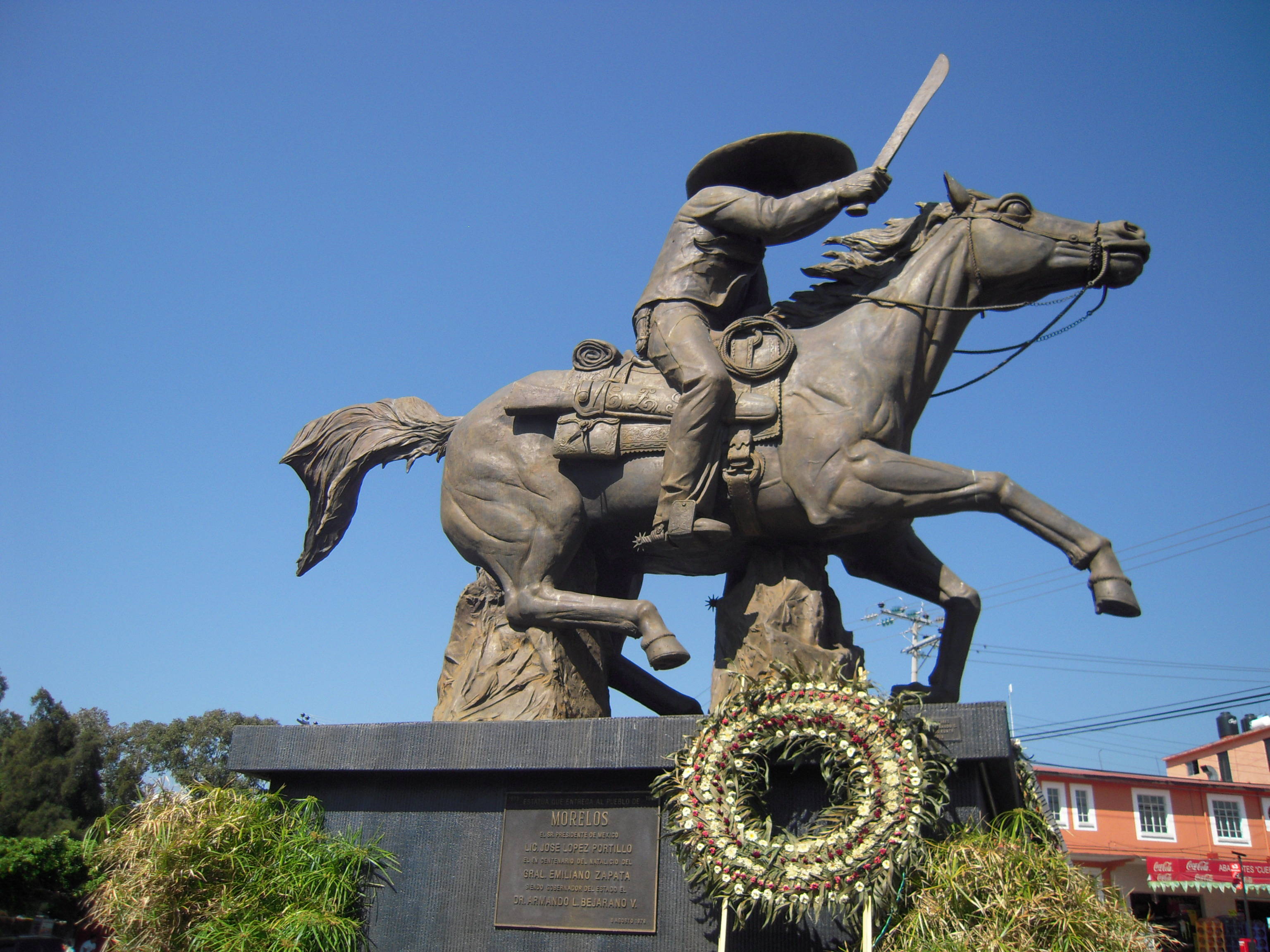
Pomnik Emiliano Zapaty w Cuernavaca.

Zapatystowska Armia Wyzwolenia Narodowego, która działa w stanie Chiapas od 1994 r., w swojej działalności powołuje się na dziedzictwo pozostawione przez Emiliano Zapatę. Natomiast sam Zapata cieszy się w Meksyku dużym poważaniem i jest uważany przez wielu za bohatera narodowego.

## Upamiętnienie
W 2010 roku z okazji stulecia rewolucji meksykańskiej Bank Meksyku wyemitował upamiętniającą go monetę okolicznościową o nominale 5 peso. W 2019 roku z okazji setnej rocznicy śmierci Zapaty Bank Meksyku wprowadził do obiegu następną upamiętniającą go monetę okolicznościową, której nominał wyniósł 20 peso. 